# Lanuéjols (Lozère)
Lanuéjols è un comune francese di 333 abitanti situato nel dipartimento della Lozère nella regione dell'Occitania.
All'ingresso del paese si trova un monumento funerario romano della fine del II secolo, la tomba romana di Lanuéjols.

## Società

### Evoluzione demografica
Abitanti censiti